# Eilema hova
Eilema hova är en fjärilsart som beskrevs av De Toulgoët 1953. Eilema hova ingår i släktet Eilema och familjen björnspinnare. Inga underarter finns listade i Catalogue of Life.